# Liste von Sakralbauten im Landkreis Forchheim
Die Liste von Sakralbauten im Landkreis Forchheim listet Kirchen, Kapellen und sonstige Sakralbauten im oberfränkischen Landkreis Forchheim auf.

## Liste
| Abbildung | Inneres | Name                                   | Konfession | Gemeinde / Ort                     | Bauzeit           | Baustil / Bemerkungen |
| --------- | ------- | -------------------------------------- | ---------- | ---------------------------------- | ----------------- | --- |
|           |         | Mariä Verkündigung                     | röm.-kath. | Dormitz                            | 1400              | Einheitlicher spätgotischer Bau, Saalbau mit eingezogenem Chor mit 5/8-Schluss, Turm an der Chornordseite, Schiff mit Satteldach und westlichem Giebeldachreiter, quadratischer Turm mit ins Achteck überführtem Spitzhelm, um 1400 errichtet, Langhauserweiterung nach Westen, Vorhalle des Süd- bzw. Brautportals (Paradies) und Turmerhöhung um 1490/50, bei Renovierung 1720–23 Langhaus erhöht und Fenster rundbogig verändert                                                                         |
|           |         | Stadtpfarrkirche St. Nikolaus          | röm.-kath. | Ebermannstadt                      | 1853–56           | Langgestreckter Saalbau mit Satteldach, halbrunde Apsis, Turm mit Spitzhelm, massiv, Sockel und Gliederungselemente aus Sandsteinquadern rahmen Putzflächen, neuromanisch, 1853–56 von Regierungs-Baumeister Maximilian von Wallenfels unter Beteiligung der Architekten Wilhelm Frank, Joseph Bachauer und Konrad Weis |
|           |         | Mariä Geburt „Marienkapelle“           | röm.-kath. | Ebermannstadt                      | 14.–15. Jh.       | Westturm 14. Jahrhundert mit verschiefertem ins Achteck überführtem Spitzhelm von 1802, Saalkirche mit Satteldach, eingezogener dreiseitig geschlossener Chor, 15. Jahrhundert, spätgotisch und im 17. Jahrhundert barockisiert |
|           |         | Emmauskirche                           | ev.-luth.  | Ebermannstadt                      | 1960–61           | Moderner Bau mit freistehendem Glockenturm |
|           |         | Verklärung Christi                     | röm.-kath. | Ebermannstadt                      | 1958–60           | Jugendkirche auf der Burg Feuerstein (Jugendhaus des Erzbistums Bamberg) Rund- und Parabelform in Grund- und Aufriss variierender Kubus, Wände in Kalkstein und Farbglas, 1958–60 von Hans Schädel und G. Heinzmann |
|           |         | St. Heinrich und Kunigunde             | röm.-kath. | Ebermannstadt Buckenreuth          | 1936              | Satteldachbau mit verschiefertem Glockendachreiter mit Zeltdach, Sakristeianbau mit Schleppdach, verputzter Kalksteinbau, bezeichnet „1936“ |
|           |         | Beatae Mariae Virginis                 | röm.-kath. | Ebermannstadt Gasseldorf           | 1950–52           | Saalkirche mit Walmdach und offener Vorhalle, schlanker Dachreiter mit abschließender Haube, Kalksteinbau, 1950–52 von Fritz Freitag, eingemauertes Marienkrönungsrelief, barock, 18. Jahrhundert |
|           |         | St. Stephan                            | röm.-kath. | Ebermannstadt Moggast              | 1921–22 1708–09   | Chorturmkirche, spätgotischer Ostturm, massiv, verputzt, Obergeschosse von 1708/09, nach Blitzeinschlag 1819 um ein Geschoss reduziert und mit Spitzhelm versehen, nach Blitzeinschlag 1914 renoviert, Langhaus auf längsrechteckigem Grundriss mit schmalerem, an den Turm angefügtem Chor, massiv, verputzt, Walmdach, 1921/22 von Otto Schulz |
|           |         | St. Jakobus                            | röm.-kath. | Ebermannstadt Niedermirsberg       | 1936–37 1439      | Altbau, dreigeschossiger massiver gotischer Chorturm um 1439, mit Walmdach von 1801, Langhaus, massiver Saalbau mit Satteldach, Anfang 18. Jahrhundert; Neubau durch Vorbau an Chorturm angeschlossen, 1936/37 von Architekt Franz Ruff junior |
|           |         | Zu unserer lieben Frau                 | röm.-kath. | Ebermannstadt Wohlmuthshüll        | 1920              | Polygonal geschlossener Saalbau mit angefügtem Chor, Putzbau mit kalksteinsichtigen Gliederungselementen, abgewalmtes Dach, Dachturm mit verschieferter Haube, neubarock, bezeichnet „1920“ |
|           |         | St. Georg                              | röm.-kath. | Effeltrich                         | 1300              | Teil der Kirchenburg Effeltrich Saalkirche mit polygonal geschlossenem, mit dem Langhaus fluchtendem Chor, Sandsteinquaderbau, spätgotisch, im Kern um 1300, 1405 nach Westen erweitert mit Turmbau (oberstes Geschoss 16. Jahrhundert, Spitzhelm 1797) im Nordwesten, Chor und Langhauserhöhung 1497 |
|           |         | St. Vitus                              | röm.-kath. | Effeltrich Gaiganz                 | 12.–13. Jh.       | Massive Chorturmkirche des 12./13. Jahrhunderts, Langhausausbau mit Satteldach 1750, Turmausbau mit Walmdach und oktogonalem Spitzhelmdachreiter nach 1735 |
|           |         | St. Martin                             | röm.-kath. | Eggolsheim                         | 1827–30 1405      | Massiver Turm, 1405, Spitzhelm mit Ecktürmchen 1644/45, klassizistisches Langhaus, stattlicher Saal mit Rundapsis und tempelartiger Fassade, flach geneigtes Walmdach, Sandsteinquaderbau, 1827–30 nach Plänen von Leo von Klenze |
|           |         | Friedenskirche                         | ev.-luth.  | Eggolsheim                         | 1963–64           | Rundbau mit spitzen hochaufragendem Dach |
|           |         | Mariä Heimsuchung                      | röm.-kath. | Eggolsheim Drosendorf am Eggerbach | 1710 1520         | Massive verputzte Saalkirche mit Satteldach, leicht eingezogener Chor mit Spitzhelmdachreiter und polygonal geschlossenes Altarhaus, Chor spätgotisch mit Maßwerkfenstern 1520, barockes Langhaus und Aufstockung des Chores in Fachwerk 1710, Pilastergliederung 1736 |
|           |         | St. Margaretha                         | röm.-kath. | Eggolsheim Drügendorf              | 1740–76           | Spätbarocke Saalkirche mit eingezogenem, dreiseitig geschlossenem Chor, verputzter Massivbau mit Walmdach 1740, Langhausverlängerung und Turmneubau mit Zwiebelhaube 1775/76 von Johann Georg Schwesner |
|           |         | Beatae Mariae Virginis                 | röm.-kath. | Eggolsheim Neuses an der Regnitz   | 1913              | Saalkirche mit zweigeschossigem seitlichem Anbau und polygonaler Apsis, massiv, verputzt, mit Satteldach, Dachreiter mit Zeltdach, Heimatstil, 1913 von Hans Issmayer, Umbauten 1922 |
|           |         | St. Johannes Baptist                   | röm.-kath. | Eggolsheim Schirnaidel             | 1717–19           | Saalkirche mit eingezogenem Chor, Sandsteinquaderbau, Satteldach mit Zwiebelhaubendachreiter, barock, 1717–19 von Andreas Rheintaler, reiche Außengliederung mit Fassadenfiguren von Leonhard Gollwitzer |
|           |         | Zur Kreuzauffindung                    | röm.-kath. | Eggolsheim Tiefenstürmig           | 1726              | Barocke Saalkirche mit eingesogenem polygonalem Chor und Turmfassade, Sandsteinquaderbau mit nach Osten abgewalmtem Satteldach, Zwiebelhaube, 1726 von Paul Mayer |
|           |         | St. Georg                              | röm.-kath. | Eggolsheim Weigelshofen            | 1950              | Schlichter Saalbau mit Dachreiter |
|           |         | St. Bartholomäus                       | ev.-luth.  | Egloffstein                        | 1750–52           | Ehem. Schlosskirche des Schlosses Egloffstein Massive Saalkirche mit Walmdach, Ostturm mit Zwiebelhaube, 1750–52 nach Plänen von Johann David Steingruber auf den Grundmauern der ehemaligen unteren Kemenate errichtet |
|           |         | Evangelische Kirche                    | ev.-luth.  | Egloffstein Affalterthal           | 13. Jh. 1580      | Chorturmkirche, Schiff Walmdach, Chorturm 13. Jahrhundert, verändert um 1437, 1850 erhöht unter Erhalt der Zwiebelhaube von 1720, Langhaus im Kern spätmittelalterlich, Umbau um 1580 |
|           |         | Reformations-gedächtniskirche          | ev.-luth.  | Egloffstein Bieberbach             | 1948–52           | Saalkirche mit eingezogenem Rechteckchor, massiv, verputzt, Satteldach, Turm mit Spitzhelm, 1948–52 nach Plänen von Karl Pfeiffer-Haardt |
|           |         | Hlgst. Dreifaltigkeit                  | röm.-kath. | Egloffstein Hundsboden             | 1890              | Massiver Satteldachbau mit Giebeldachreiter, gotisierend, um 1890 |
|           |         | Stadtpfarrkirche St. Martin            | röm.-kath. | Forchheim                          | 11.–16. Jh.       | Dreischiffiges Langhaus mit eingezogenem Chor, 11. bis 16. Jahrhundert, Barockisierung 1710/20, sechsgeschossiger Turm an der Westfassade mit Zwiebelkuppel |
|           |         | Stadtkirche St. Johannes               | ev.-luth.  | Forchheim                          | 1894–96           | Neugotisch, 1894–1896 nach Plänen von Gustav Haeberle |
|           |         | Spitalkirche St. Katharina             | röm.-kath. | Forchheim                          | 1499              | Im Kern spätmittelalterlich, mit Sakristeianbau von 1490 und Firstreiter von 1688 |
|           |         | Klosterkirche St. Antonius             | röm.-kath. | Forchheim                          | 1685–93           | Saalbau mit eingezogenem Chor und Firstreiter, 1685/93 erbaut |
|           |         | Verklärung Christi                     | röm.-kath. | Forchheim                          | 1957–59           | Dreischiffige Halle mit flachgeneigtem Satteldach und rundem Chorschluss, 1957/59 von Winfried und Peter Leonhardt (Nürnberg) |
|           |         | Christuskirche                         | ev.-luth.  | Forchheim                          | 1970              | |
|           |         | St. Anna                               | röm.-kath. | Forchheim                          | 1972              | |
|           |         | Don Bosco                              | röm.-kath. | Forchheim                          | 1959              | |
|           |         | Hl. Drei Könige                        | röm.-kath. | Forchheim Burk                     | 1728              | 1728 Umbau der mittelalterlichen Anlage, neubarocker Turm nach 1901 |
|           |         | St. Johannes Baptist und St. Ottilie   | röm.-kath. | Forchheim Kersbach                 | 1743–44 1417      | Chorturm um 1417, Langhaus 1743/44 nach Plänen von Michael Küchel, bezeichnet „1744“ |
|           |         | St. Johann Baptist                     | röm.-kath. | Forchheim Reuth                    | 1712–17           | Neubau ab 1712 von Johann Friedrich Rosenzweig d. Ä., Turm 1717 |
|           |         | Basilika Ss. Trinitatis                | röm.-kath. | Gößweinstein                       | 1748–49           | Beliebte Wallfahrtskirche Zweigeschossiger Mansarddachbau auf schmalem Grundriss, 1748/49 von Johann Jakob Michael Küchel |
|           |         | Franziskanerklosterkirche St. Maria    | röm.-kath. | Gößweinstein                       | 1630–31           | Eingezogener, gegen die Längsachse abgeknickter Chor mit einem Joch und dreiseitigem Schluss, als Friedhofskapelle 1630/31 nach einem Entwurf von Giovanni Bonalino errichtete nachgotische Anlage; angebaute Mönchsgruft; angebaute Dreifaltigkeitskapelle, 1725 |
|           |         | Evangelische Kirche                    | ev.-luth.  | Gößweinstein                       | 1978              | schlichter Holzbau mit freistehendem Glockenturm |
|           |         | Herz Jesu                              | röm.-kath. | Gößweinstein Kleingesee            | 1936              | Hallenkirche mit eingezogenem Chor und Dachreiter, 1936 von Ludwig Fuchsenberger |
|           |         | Schlosskapelle Maria Königin           | röm.-kath. | Gößweinstein Kohlstein             | 1743              | Schlosskirche des Schlosses Kohlstein Traufständiger Bruchsteinbau mit Satteldach, um 1743, hölzerner Glockenturm 1816 |
|           |         | St. Erhard                             | röm.-kath. | Gößweinstein Wichsenstein          | 1628              | Chorturmkirche, Langhaus von Giovanni Bonalino 1628, Fassade 1777, 1874/75 Turmerhöhung, Langhausverlängerung 1922 |
|           |         | Dreieinigkeitskirche                   | ev.-luth.  | Gräfenberg                         | 1300 1462         | Saalkirche, Langhaus mit Satteldach um 1300, eingezogener spätgotischer Chor mit 5/8-Schluss von 1462, Turmunterbau mittelalterlich, Obergeschosse 1556, ab 1699 nach Norden erweitert |
|           |         | St. Michael                            | röm.-kath. | Gräfenberg                         | 1957              | |
|           |         | St. Katharina                          | ev.-luth.  | Gräfenberg Thuisbrunn              | 1855–86           | Saalkirche, neuromanischer Sandsteinquaderbau mit Satteldach Dachturm mit Spitzhelm, 1855/56 |
|           |         | Zu den Hl. Gräbern                     | ev.-luth.  | Gräfenberg Walkersbrunn            | 1717              | Emporensaalkirche mit polygonalem Chorschluss, verputzter Massivbau mit Satteldach. Fachwerkdachturm mit Zwiebelhaube, 1717 |
|           |         | St. Sebastian                          | röm.-kath. | Hallerndorf                        | 1878–81 (15. Jh.) | Im Kern 15. Jahrhundert, Langhaus und Turm neugotisch, 1878–81 von Jakob Schmitt-Friderich |
|           |         | Wallfahrtskirche Hl. Kreuz             | röm.-kath. | Hallerndorf Kreuzberg              | 1463              | Massiver Steilsatteldachbau mit polygonalem Chorabschluss und Dachreiter, an der Stelle eines Vorgängerbaus 1463 errichtet, Veränderungen 1696/97, 1706 und 1750 |
|           |         | Mariä Himmelfahrt                      | röm.-kath. | Hallerndorf Pautzfeld              | 1500              | Chorturmkirche, Chorturm wohl um 1500, Langhaus und Umgestaltung des Chores 1710/11 |
|           |         | Kreuz Erhöhung                         | röm.-kath. | Hallerndorf Schlammersdorf         | 1500 1956         | Chorturmanlage um 1500, 1684 erhöht, Kirche seit 1956 Seitenschiff eines Neubaus |
|           |         | St. Peter und Paul                     | röm.-kath. | Hallerndorf Schnaid                | 1864 15. Jh       | Gedrungener Turm mit Fachwerkobergeschoss, 15./17. Jahrhundert, Langhaus 1864 |
|           |         | St. Bartholomäus                       | röm.-kath. | Hallerndorf Willersdorf            | 1701 15. Jh.      | Chorturmkirche, im Kern 15. Jahrhundert, Langhaus „1701“ (bezeichnet) von Bonaventura Rauscher |
|           |         | St. Wolfgang                           | röm.-kath. | Hausen (bei Forchheim)             | 1468              | Saalkirche mit dreiseitig geschlossenem und mit den Langhauswänden fluchtendem Chor, Westturm mit Spitzhelm, spätgotische Anlage von 1468, Ausbau 1726–29 |
|           |         | St. Laurentius                         | röm.-kath. | Hausen Wimmelbach                  | 1930–31           | Saalkirche auf Rechteckgrundriss mit abgeschrägten Ecken und Walmdach, eingezogener Chor, seitlich gestellter achteckiger Turm mit Haubendach, neubarock, 1930/31 von Otto Schulz |
|           |         | St. Michael                            | röm.-kath. | Heroldsbach                        | 1895 1438         | Turm um 1438, Kirchenneubau nach Plänen von Franz Xaver Ruepp, Nürnberg, 1895, neuromanisch |
|           |         | Marienkirche mit Gnadenkapelle         | röm.-kath. | Heroldsbach                        |                   | Auf dem Gebiet der Gebetstätte Heroldsbach |
|           |         | St. Veit                               | röm.-kath. | Heroldsbach Oesdorf                | 15. Jh.           | Einfacher unverputzter Sandsteinquaderbau mit polygonalem Chorabschluss und Dachreiter, wohl zweite Hälfte 15. Jahrhundert, 1953 Verlängerung des Langhauses |
|           |         | St. Georg                              | röm.-kath. | Heroldsbach Poppendorf             | 1300              | Gedrungener Bau, Chorturmanlage wohl um 1300, Chorturm 15. Jahrhundert neu aufgeführt, Obergeschoss wohl 1629 |
|           |         | St. Laurentius                         | röm.-kath. | Hetzles                            | 1884–91 15. Jh.   | neugotische Saalkirche mit eingezogenem Chor, Sandsteinquaderbau mit Satteldach, 1884–91 von Franz Joseph Ritter von Denzinger, seitlich gestellter spätgotischer Turm mit Spitzhelm, 15. Jahrhundert |
|           |         | Unsere liebe Frau vom Rosenkranz       | röm.-kath. | Hetzles Honings                    | 1990–95           | |
|           |         | St. Matthäus                           | ev.-luth.  | Hiltpoltstein                      | 1617–26           | Saalkirche mit eingezogenem Chor, Turm neben der Westfront des Schiffes, massiv, verputzt, Satteldach, 1617–26 erbaut, Turm 1680, Erweiterung des Schiffs nach Süden und Zwiebelhaube 1754 |
|           |         | St. Georg                              | ev.-luth.  | Igensdorf                          | 1685–87           | barocker Saalbau auf quadratischem Grundriss, massiv mit Satteldach, in die Fassade mit Schweifgiebel eingebundener Dachturm mit Glockendach, eingezogener Chor mit 5/8-Schluss, 1685–87 von Johann Trost |
|           |         | St. Jakobus                            | ev.-luth.  | Igensdorf Kirchrüsselbach          | 1776–79 14. Jh.   | Saalkirche mit eingezogenem Rechteckchor und Westturm, Chor 14./15. Jahrhundert, Westturm ehemals bezeichnet 1586, Neubau von Langhaus und Turmhelm 1776–1779 Johann Gottlieb Riedel zugeschrieben |
|           |         | St. Ägidius                            | röm.-kath. | Igensdorf Stöckach                 | 1430–1517         | spätgotische Saalkirche mit Westturm, Chor um 1430, Langhaus und Turm 1517 neu errichtet (bezeichnet am Langhaus), Instandsetzungen 1707 und 1813, neuromanisches Turmobergeschoss und Spitzhelm 1895 |
|           |         | St. Bartholomäus                       | röm.-kath. | Kirchehrenbach                     | 1200 1766–67      | Massiver, seitlich gestellter Turm, verputzt, Spitzhelm mit vier Ecktürmchen, Unterbau um 1200, oberstes Geschoss 1599, Langhaus, Saalbau mit eingezogenem, dreiseitig geschlossenem Chor, Sandsteinquaderbau mit Satteldach, Rohbau 1766/67 von Martin Mayer |
|           |         | St. Walburgiskapelle „Walberlakapelle“ | röm.-kath. | Kirchehrenbach Ehrenbürg           | 1360              | auf dem Berg Ehrenbürg/Walberla dreiseitig geschlossener Satteldachbau, mit Giebeldachreiter, massiver Putzbau mit Eckquaderungen, im Kern um 1360, Veränderungen 16./17. Jahrhundert |
|           |         | St. Heinrich                           | röm.-kath. | Kleinsendelbach                    | 1952              | |
|           |         | Hl. Kreuz                              | röm.-kath. | Kleinsendelbach Schellenberg       | 1995              | |
|           |         | St. Lukas                              | röm.-kath. | Kunreuth                           | 1426 1791–95      | Saalkirche mit Dachturm im Westen und dreiseitig geschlossenem Chor, Sandsteinquaderbau mit Satteldach, Dachturm verputzt mit Zwiebelhaube, im Kern um 1426, 1668 Neubau der Westfassade, Chor 1791–95 |
|           |         | St. Margaretha                         | röm.-kath. | Kunreuth Regensberg                | 1374–1448         | Ehemalige Burg- bzw. Schlosskapelle, massive verputzte Saalkirche mit Satteldach, um 1448, und verschiefertem Haubendachreiter, zweite Hälfte 17. Jahrhundert, eingezogener polygonal geschlossener Chor, um 1374 |
|           |         | St. Georg                              | röm.-kath. | Kunreuth Weingarts                 | 1926–27           | Polygonal geschlossene Saalkirche mit Satteldach, über Eck gestellter, sich im Erdgeschoss als Vorhalle öffnender Turm mit Zeltdach, gelber Sandstein, expressionistisch, 1926/27 von Fritz Fuchsenberger |
|           |         | St. Peter und Paul                     | röm.-kath. | Langensendelbach                   | 1913–15 1433      | Zweischiffiges Langhaus mit halbrund geschlossenem Chor, , in barockisierendem Jugendstil 1913 bis 1915 von Michael Kurz, unter Beibehaltung des ehemaligen Chorturms (im Kern 1433, erneuert 1753) |
|           |         | St. Jakobus                            | röm.-kath. | Leutenbach (Oberfranken)           | 1884–86 15. Jh.   | Massive Saalkirche, Chorturm mit Spitzhelm und Ecktürmchen 15. Jahrhundert, Langhaus und eingezogener Chor, neugotisch, 1884/86 von Friedrich Kratzer und Franz Joseph Ritter von Denzinger |
|           |         | St. Wendelin                           | röm.-kath. | Leutenbach Mittelehrenbach         | 1925              | Kleiner Satteldachbau mit Spitzhelmdachreiter und offener Vorhalle, massiv verputzt, 1925 nach Plänen von Johann Blank |
|           |         | St. Walburga                           | röm.-kath. | Leutenbach Oberehrenbach           | 1986–90           | |
|           |         | St. Moritz                             | röm.-kath. | Leutenbach St. Moritz              | 1440              | Saalkirche mit Rechteckchor, massiv mit Satteldach, Turm mit Spitzhelm, Chor und Kern des Westbaus um 1400, Langhaus und Turm erste Hälfte 17. Jahrhundert |
|           |         | St. Michael                            | röm.-kath. | Neunkirchen am Brand               | 1270–80 1400–37   | Ehemaliges Augustiner-Chorherren-Stift im Wesentlichen spätgotischer zweischiffiger Sandsteinquaderbau mit Westturm, breites Langhaus mit Satteldach (Westwand 12. Jahrhundert, Südwand 1270/80, Erhöhung und Norderweiterung um 1400, niedrigeres, schmaleres Nordseitenschiff mit Pultdach, um 1400 bis vor 1437), eingezogener Hauptchor mit 5/8-Schluss (spätes 14. Jahrhundert), viergeschossiger Westturmunterbau auf quadratischem Grundriss (um 1270/80), Turmaufbau auf Achteckgrundriss (1577/78) |
|           |         | Christuskirche                         | ev.-luth.  | Neunkirchen am Brand               | 1999–2000         | Moderner Bau mit freistehendem Glockenturm |
|           |         | Kapelle Hl. Grab                       | röm.-kath. | Neunkirchen am Brand               | 1623–28           | Saalbau, romanisierender Barock, 1623 von Giovanni (Hans) Bonalino, geweiht 1628 |
|           |         | St. Peter und Paul                     | ev.-luth.  | Neunkirchen am Brand Ermreuth      | 17. Jh.           | Massive Chorturmkirche, verputzter Turm, Turmobergeschoss mit Zeltdach zweite Hälfte 17. Jahrhundert, teilverputztes Langhaus im Kern spätmittelalterlich, eingreifender Umbau 1727 wohl durch Karl Friedrich von Zocha, neugotische Veränderungen 19. Jahrhundert |
|           |         | St. Johannes                           | röm.-kath. | Neunkirchen am Brand Großenbuch    | 1939–44           | Saalkirche mit eingezogenem polygonalem Chor, Nordwestturm mit Zwiebelhaube und südwestlichem Kapellenanbau, traditionalistisch, 1939–1944 von Konrad Ritter von Hofmann |
|           |         | Maria Königin                          | röm.-kath. | Neunkirchen am Brand Rödlas        | 1870              | Sandsteinquaderbau, Walmdach mit mittigem Haubendachreiter, Anfang 19. Jahrhundert, Erneuerung 1870 in neugotischem Stil |
|           |         | Patrona Bavariae                       | röm.-kath. | Neunkirchen am Brand Rosenbach     | 1927              | Kleiner massiver verputzter Saalbau mit polygonalem Chor, Satteldach mit achteckigem Spitzhelmgiebeldachreiter, expressionistische Formen aufgreifende Neugotik, bezeichnet „1927“ |
|           |         | St. Laurentius                         | röm.-kath. | Obertrubach                        | 1954 18. Jh.      | Mit spätgotischem Turm, massiv, mit achteckigem Obergeschossen und spitzer Zwiebelhaube des 18. Jahrhunderts, seitlich daran angefügter großer Saalbau mit eingezogenem runden Chorschluss, Stahlbeton, Walmdach und Schleppdächer, 1954; |
|           |         | Maria Schnee                           | röm.-kath. | Obertrubach Bärnfels               | 1952–61           | |
|           |         | Mariä Himmelfahrt                      | röm.-kath. | Obertrubach Geschwand              | 1951–52           | |
|           |         | St. Felicitas                          | röm.-kath. | Obertrubach Untertrubach           | 13. Jh 1628       | Massiver Satteldachbau, Turm mit achteckigem Spitzhelm, im Kern Chorturmkirche des 13. Jahrhunderts, 1628 Erweiterung nach Norden durch Giovanni Bonalino |
|           |         | St. Nikolaus                           | röm.-kath. | Pinzberg                           | 1731 15. Jh.      | Saalbau mit eingezogenem Chor, verputzter Massivbau und Spitzhelmdachreiter, im Kern spätmittelalterlich, wohl zweite Hälfte 15. Jahrhundert, 1731 durchgreifender spätbarocker Umbau von Paulus Maye |
|           |         | Wallfahrtskapellen St. Maria und Anna  | röm.-kath. | Pinzberg                           | 1867              | Sandsteinquaderbau, Saalkirche mit Satteldach und oktogonalem Spitzhelmdachreiter, eingezogenes Chorpolygon, neugotisch, von Thomas Sitzmann, bezeichnet „1867“ |
|           |         | Hl. Familie                            | röm.-kath. | Pinzberg Dobenreuth                | 1881              | Saalkirche, Sandsteinquaderbau, schlanker Westturm mit verschiefertem Spitzhelm, neuromanisch, 1881, 1923 dreiseitig geschlossen um eine Achse nach Osten erweitert |
|           |         | St. Josef                              | röm.-kath. | Pinzberg Elsenberg                 | 1911              | Neobarocke Dorfkirche, Dachreiter mit Zwiebelhaube |
|           |         | Hlgst. Dreifaltigkeit                  | röm.-kath. | Pinzberg Gosberg                   | 1717–18 1904      | Saalkirche, Turm mit Haubenlaterne, Langhaus im Kern 1717/18, erweitert 1732/33, Turm 1904, erweiternder Neubau von Langhaus und Chor 1926 von Fritz Fuchsenberger |
|           |         | Mariä Opferung                         | röm.-kath. | Poxdorf (Oberfranken)              | 1853 1924         | Sandsteinquaderbau, neuromanisches Langhaus mit Satteldach und Westturm mit Zeltdach, bezeichnet 1853, Osterweiterung mit Walmdach und Oktogonalem Chorturm mit Schweifhaube, 1924 von Fritz Fuchsenberger im Heimatstil |
|           |         | St. Kilian                             | röm.-kath. | Pretzfeld                          | 1742–61           | Langgestreckter Saalbau mit Mansardwalmdach eingezogenem Chor mit niedrigem Sakristeianbau, beide mit Walmdach, Westturm mit Laternenhaube mit spitzem Helm, massiv, verputzt, spätbarock, 1742–61 von Johann Jakob Michael Küchel |
|           |         | St. Matthäus                           | ev.-luth.  | Pretzfeld Hetzelsdorf              | 1899–1901         | Geräumige Saalkirche mit Querhaus und polygonal geschlossenem Chor, Westturm mit Spitzhelm, neugotisch, 1899–1901 von Theodor Eyrich |
|           |         | St. Johannis                           | ev.-luth.  | Pretzfeld Unterleinleiter          | 1930–33           | |
|           |         | St. Bartholomäus                       | ev.-luth.  | Unterleinleiter                    | 15. Jh.           | Chorturmkirche, Schiff mit Satteldach, Turm mit Spitzhelm, massiv, verputzt, Chorturm Ende 15. Jahrhundert / Anfang 16. Jahrhundert, 1519 geweiht, Langhaus neugotisch, zweite Hälfte 19. Jahrhundert |
|           |         | St. Peter und Paul                     | röm.-kath. | Unterleinleiter                    | 1841–42           | Saalbau mit Satteldach, eingezogenes Altarhaus, Dachturm mit Spitzhelm über dem Giebel, Sandsteinquaderbau, spätklassizistisch, 1841/42 errichtet |
|           |         | St. Maria Königin des Friedens         | röm.-kath. | Unterleinleiter Dürrbrunn          | 1951              | |
|           |         | St. Anna                               | röm.-kath. | Weilersbach Unterweilersbach       | 1868–69 13. Jh.   | Sandsteinquaderbau, Turm mit Spitzhelm im Kern mittelalterlich, im Kern Bau des 13. und 17. Jahrhunderts, 1868/69 neuromanisch umgebaut |
|           |         | St. Nikolaus                           | röm.-kath. | Weilersbach Reifenberg             | 1607–13           | Chorturmkirche, Massivbau verputzt, Langhaus mit Satteldach 1607–13, Erweiterung 1705, Turm mit Zwiebelhaube 1788 |
|           |         | St. Bonifaz, Wunibald und Walburg      | röm.-kath. | Weißenohe                          | 1692–1707         | Ehemalige Benediktinerklosterkirche, barocke Saalkirche mit gerade geschlossenem Chor, Westturm und Kapellenanbau nach Norden, Kirchenraum massiv verputzt mit Walmdach, Turm Sandsteinquader mit Zwiebelhaube, 1692–1707 nach Plänen von Wolfgang Dientzenhofer |
|           |         | St. Matthäus                           | röm.-kath. | Wiesenthau                         | 1525              | urspr. Schlosskapelle, Saalkirche mit Satteldach, im Kern spätgotisch mit neugotischen Veränderungen, Westturm 1525, Langhaus im Kern 16. Jh., 1868/69 umgebaut und 1901 nach Osten erweitert |
|           |         | Mutter von der immerwährenden Hilfe    | röm.-kath. | Wiesenthau Schlaifhausen           | 1949              | |
|           |         | St. Laurentius                         | ev.-luth.  | Wiesenttal Muggendorf              | 1635–88 14. Jh.   | Massive verputzte Saalkirche mit eingezogenem Chor und südlichem Chorseitenturm, im Kern spätgotisch, nach Stadtbrand, 1632, 1635–88 Wiederherstellung, Turmerhöhung 1743–45 |
|           |         | Dreieinigkeitskirche                   | ev.-luth.  | Wiesenttal Streitberg              | 1752–57           | Chorturmkirche, massiv, verputzt, Langhaus mit Walmdach, Turm mit Zeltdach, 1752–57 erbaut |
|           |         | Martinskirche                          |            | Wiesenttal Wüstenstein             | 1865              | Saalkirche mit Turm und eingezogenem polygonalem Chor, Sandsteinquaderbau mit Satteldach, Turm mit Spitzhelm, neugotisch, 1865 errichtet |